# فلیپه پنجم
فلیپه پنجم (اسپانیایی: Felipe V‎؛ زاده ۱۹ دسامبر ۱۶۸۳ درگذشته ۹ ژوئیهٔ ۱۷۴۶) یکی از پادشاهان اسپانیا، نوه لوئی چهاردهم شاه فرانسه بود و همچنین اولین عضو خاندان سلطنتی بوربون‌های اسپانیا نیز محسوب می‌شد.